# دوري الدرجة الأولى الأرجنتيني 1980
دوري الدرجة الأولى الأرجنتيني 1980 (بالإسبانية: Campeonato Nacional 1980) هو الموسم 50 من دوري الدرجة الأولى الأرجنتيني. أشرف على تنظيمه اتحاد الأرجنتين لكرة القدم، وكان عدد الأندية المشاركة فيه 28، وفاز فيه روزاريو سنترال.